# Steven MacLean
Steven Glenwood MacLean (Ottawa, 14 dicembre 1954) è un ex astronauta canadese.
Dal 2 settembre 2008 al 1º febbraio 2013 è stato il presidente dell'Agenzia Spaziale Canadese.
Nel 1977 ha conseguito il bachelor of science in fisica presso la York University di Toronto. Presso lo stesso istituto ha conseguito il dottorato in fisica nel 1983.
Nel dicembre del 1983 è stato selezionato dal suo paese come astronauta. Avrebbe dovuto partire nel 1987 ma la missione fu cancellata in séguito al disastro del Challenger. Comunque partì con la missione STS-52 dello Shuttle il 22 ottobre 1992 rientrando il 1º novembre.
Successivamente ha volato anche nel 2006 con la missione STS-115 partendo il 9 settembre e rientrando il 21.